# Telefonbetyárkodás

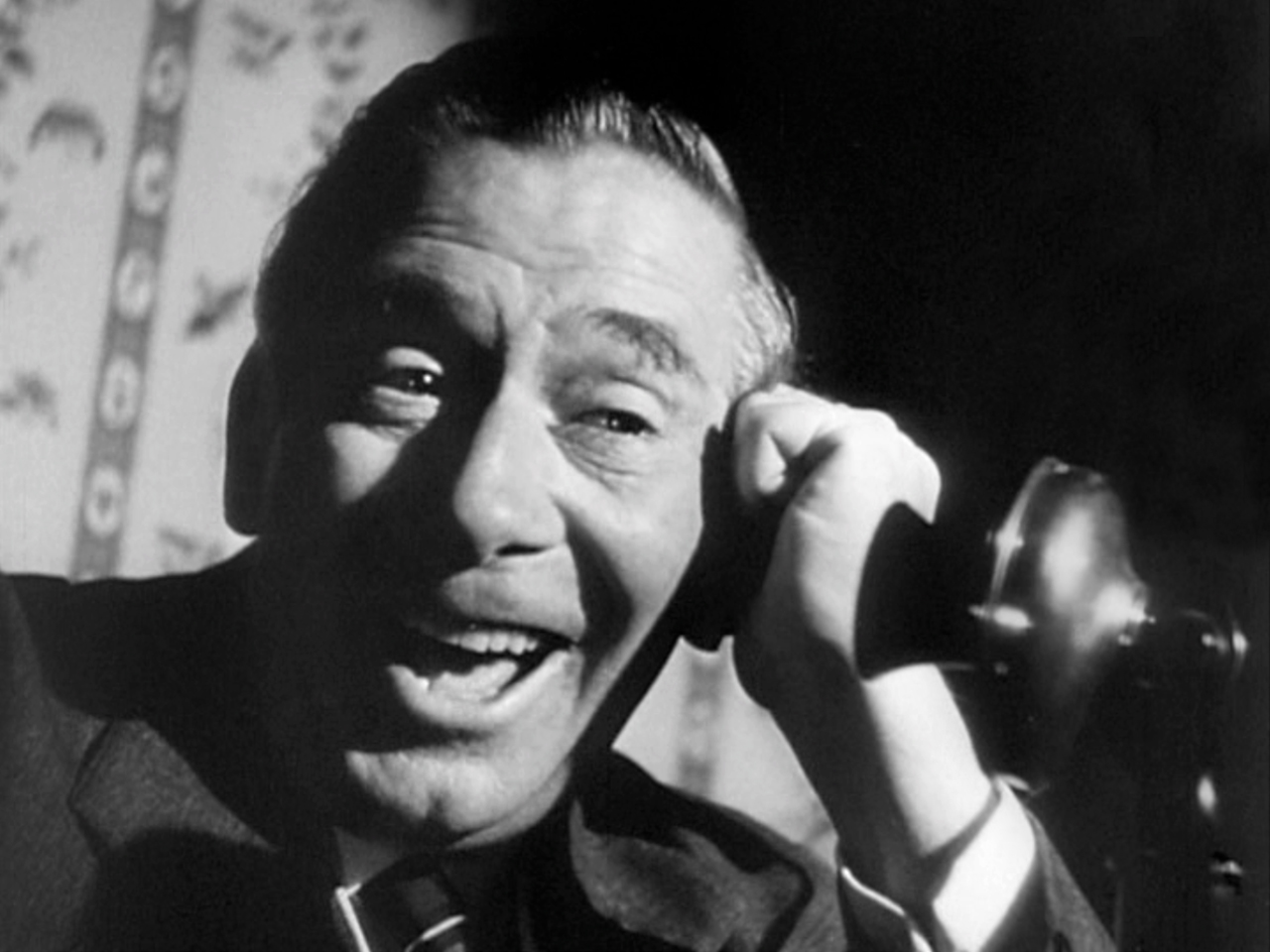

A telefonbetyárkodás olyan tevékenység, amikor nyilvános, vezetékes vagy mobiltelefonról (túlnyomórészben ismeretlen) embereket hívnak fel a célból, hogy megvicceljék, átverjék, felbosszantsák vagy zaklassák őket. Általában éretlen tinédzserek kedvenc időtöltése. Legtöbbször ártalmatlan tréfa, ám akadnak súlyos esetek is, amik rendőrségi intézkedést vonnak maguk után. Újabban terjed az ún. soundboarding, ahol egy felületen egy adott játékból vagy filmből (GTA, Skyrim, Star Wars, Ponyvaregény, Family Guy stb.) egy karakter megszólalásai vannak rögzítve, és a felhívott fél ezekkel a gépi hangokkal társalog. A rendszer tökéletesre fejlesztésével (rengeteg hangminta, hogy mindenre tudjon válaszolni) csekélyre csökkent a lebukás veszélye, a telefon túloldalán végig azt hiszik, hogy valódi személyekkel társalognak, nemritkán ingerült párbeszédekbe torkollva.